# Teenage Dream (chanson)
Pour les articles homonymes, voir Teenage Dream (homonymie).
Singles de Katy Perry
California Gurls
(2010) Firework
(2010)
Pistes de Teenage Dream
Last Friday Night (T.G.I.F.)
Teenage Dream est le second single issu du deuxième album studio Teenage Dream (2010) de la chanteuse américaine Katy Perry. La chanson est écrite et composée par Katy Perry, Lukasz Gottwald, Max Martin, Bonnie McKee et Benny Blanco, la production est réalisée par Dr Luke et Benny Blanco.
La chanson fait son apparition sur le web ainsi que les radios américaines le 23 juillet 2010. La pochette du single est quant à elle dévoilée la journée précédant sa première diffusion. Le clip accompagnant la chanson apparut sur le web au début de la deuxième semaine d'août. Perry l'a déclaré d'« extrême contraire » par rapport à celui de  California Gurls ainsi que de « surprenant ». Lyriquement, la piste parle de manière brute d'un rêve d'adolescente dans lequel la personne concernée s'imagine dans une relation amoureuse parfaite ainsi que dans une fête exceptionnelle. La chanson est reprise plusieurs fois par Darren Criss dans la série américaine à succès, Glee.

## Historique

### Développement et écriture

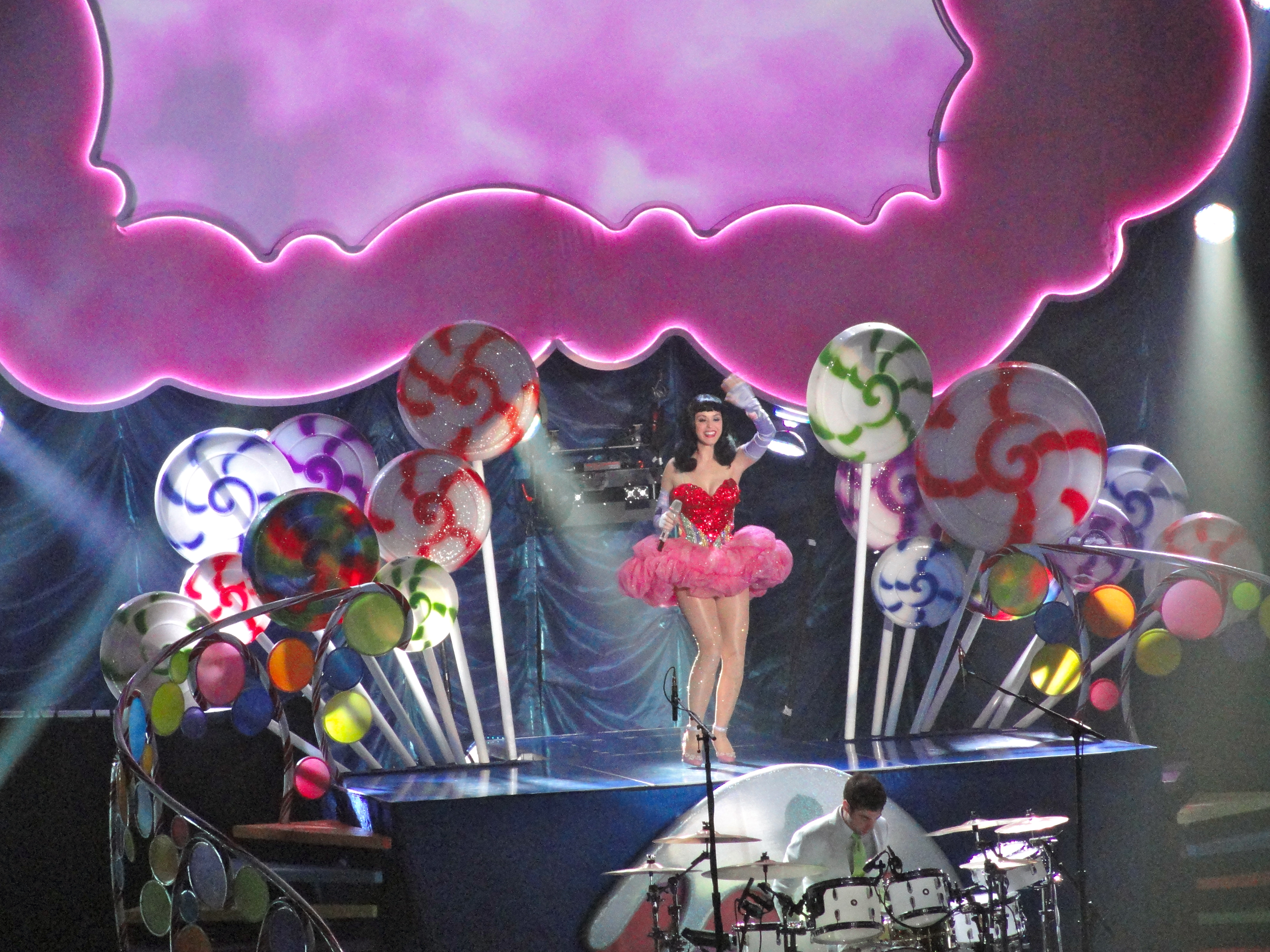
Perry chantant Teenage Dream.

Lorsque Katy Perry et Bonnie McKee se rencontrent en 2004, toutes deux sont dans l'état d'esprit Lolita et « avait une fascination mutuelle pour l'état d'esprit des adolescents ». Elles explorent toutes les deux ce thème dans leurs chansons One of the Boys (2008) pour Perry, qui aborde les premières phases de découverte des garçons qui deviennent un peu plus que des amis et Confessions of a Teenage Girl (2004) pour McKee qui aborde l'avantage que les filles peuvent avoir en utilisant l'attirance sexuelle. Pour les sessions d'enregistrement de l'album Teenage Dream (2010), Perry et McKee ont toujours l'idée à l'esprit. Perry commence avec des paroles sur Peter Pan, mais y renonce car cela leur semble « trop jeune » à partir du moment où elles souhaitent que la chanson soit « plus tranchante, plus sexuelle »,. Perry et McKee ont réécrit la chanson à quatre reprises, elle souhaite comme thème la jeunesse éternelle. Il y avait une version finale qui se basait sur la métaphore « essaie-moi » en comparant l'essayage de vêtements au sexe, tout comme Madonna dans la chanson Dress You Up (1985). Benny Blanco rejette cette idée. Blanco fait écouter la chanson Homecoming (2007) du groupe français The Teenagers et leur demande d'écrire dans un style similaire. McKee continue à travailler sur la chansons quelques jours après. Elle explique :

« J'ai pensé à mon adolescence, mon premier amour. Je me suis remémorée Roméo + Juliette de Baz Luhrmann, et moi en train de mettre un peu de lumière sur ma boule à facette disco et de rêver de Léo(nardo DiCaprio). J'ai pensé aux soirées pyjama avec mes amies où l'on pensait au garçon. (...) J'ai repensé à ce que Benny avait dit et j'ai réécouté la chanson. Et j'étais comme The Teenagers… c'était un bon mot, Teenager. C'est un mot très descriptif. Il fait référence à un bon nombre d'émotion et d'imaginaire en seulement trois syllabes. (...) Je ne pouvais y croire qu'après toute notre agonie autour du thème de la jeunesse, on l'avait négliger, alors qu'il s'agissait d'une évidence, la condition des adolescents. »

— Bonnie McKee,
Mi-mai, le titre de la chanson est mis au grand jour à la suite du dévoilement du titre de l'album, se nommant Teenage Dream. Trois mois après le commencement de l'exploitation de California Gurls, il est révélé que Teenage Dream, la chanson titre de l'album, suivra ce morceau. À peine quelques jours plus tard, la pochette du single est montrée dans le cadre d'une plage horaire des prochaines interprétations en direct de Katy. Puis, la matinée suivante, la chanson fait son apparition dans les radios américaines et se retrouve illégalement par la même occasion sur des plateformes Web telles que YouTube et Dailymotion. Le blogueur Perez Hilton, ayant mis la chanson sur son blog avait affirmé qu'il fallait se dépêcher « avant qu'elle soit retirée de YouTube ».

### Composition et analyse des paroles
Selon Perry, la chanson parle d'un homme qui boit un verre avec une fille et qui lui fait ressentir ses rêves d'adolescente. Les paroles brutes peuvent laisser croire qu'il s'agit de l'histoire ayant hâte de rêver, bien que la phrase You make me feel like I’m living a teenage dream qui se traduit par « Tu me donnes l'impression de vivre un rêve d'adolescent » soutiennent la définition de Katy. Elle est par ailleurs une des parolières de la chanson,.

## Vidéoclip
Le vidéoclip est tourné en début juillet, à Santa-Barbara, en Californie. Dans une interview le 21 juillet 2010, Perry déclare que le clip sera diffusé à partir de la première semaine d'août, sans toutefois préciser quelle journée. Quelques jours plus tard, Perry déclare qu'il sera mis en ligne le 10 août, mais le clip fera finalement son apparition le 12 août. Le catcheur de la WWE  Jack Swagger y fait une apparition qui d'ailleurs est né dans la ville de Perry (Oklahoma).
Le clip est relativement fidèle aux paroles de la chanson. Dans ce vidéoclip, nous pouvons y voir, Perry se dirigeant, dans une voiture de sport, avec son copain et ses amis vers une plage où elle se met à embrasser son copain et s'amuse avec ses amis. Pour finir, Perry et son copain, plongent dans une piscine pour s'embrasser.

## Accueil

### Accueil critique
Récemment sorti, le single n'a pas encore obtenu un gros bagage de critiques, par contre, certains l'ont évaluée. Dans une critique à propos du titre, Jocelyn Vena de MTV déclare que la chanson « reprend là ou California Gurls s'est arrêtée. Teenage Dream a un tempo plus imposant et un rythme plus présent ce qui améliore la chanson ». EVous compare de leur côté la chanson avec Into the Groove de Madonna et Love Fool de la formation suédoise les Cardigans.

### Classements et certifications
| Classement (2010)                       | Meilleure position |
| --------------------------------------- | ------------------ |
| Australie (ARIA)                        | 2                  |
| Autriche (Ö3 Austria Top 40)            | 2                  |
| Belgique (Flandre Ultratop 50 Singles)  | 14                 |
| Belgique (Wallonie Ultratop 50 Singles) | 15                 |
| Bulgarie (IFPI)                         | 5                  |
| Canada (Hot 100)                        | 2                  |
| Danemark (Tracklisten)                  | 13                 |
| Europe (Hot 100)                        | 5                  |
| Finlande (Suomen virallinen lista)      | 14                 |
| France (SNEP Téléchargement)            | 2                  |
| Allemagne (Media Control AG)            | 6                  |
| Hongrie (Rádiós Top 40)                 | 3                  |
| Irlande (IRMA)                          | 1                  |
| Italie (FIMI)                           | 9                  |
| Japon (Hot 100)                         | 19                 |
| Pays-Bas (Nederlandse Top 40)           | 4                  |
| Nouvelle-Zélande (RMNZ)                 | 1                  |
| Écosse (OCC)                            | 1                  |
| Slovaquie (IFPI Rádio)                  | 1                  |
| Espagne (PROMUSICAE)                    | 48                 |
| Suède (Sverigetopplistan)               | 21                 |
| Suisse (Schweizer Hitparade)            | 8                  |
| Royaume-Uni (UK Singles Chart)          | 2                  |
| Venezuela (Record Report)               | 1                  |
| États-Unis (Hot 100)                    | 1                  |
| États-Unis (Pop Airplay)                | 1                  |
| États-Unis (Adult Pop Songs)            | 1                  |
| États-Unis (Dance Club Songs)           | 1                  |

| Pays             | Certifications |
| ---------------- | -------------- |
| Australie        | 6 × Platine    |
| Canada           | 3 × Platine    |
| Italie           | Or             |
| Nouvelle-Zélande | 2 × Platine    |
| Royaume-Uni      | Platine        |
| États-Unis       | 3 × Platine    |

| Classement (2010) | Position |
| ----------------- | -------- |
| Australie         | 9        |
| Autriche          | 42       |
| Belgique          | 89       |
| Canada            | 16       |
| Union européenne  | 38       |
| Allemagne         | 44       |
| Pays-Bas          | 91       |
| Suisse            | 57       |
| Royaume-Uni       | 32       |
| États-Unis        | 17       |

## Fiche technique

### Liste des titres
- Digital[53]

1. Teenage Dream – 3:48
2. Teenage Dream (Kaskade Club Remix) – 5:27
3. Teenage Dream (Dave Audé Radio) – 3:57

- Allemagne CD single

1. Teenage Dream (Album Version) – 3:51
2. Teenage Dream (Instrumental) – 3:51

- Remix EP

1. Teenage Dream (Vandalism Le Pop Mix) – 3:54
2. Teenage Dream (Vandalism V8 Vocal Remix) – 7:04
3. Teenage Dream (Manhattan Clique Remix) – 6:40

- Autres Versions

1. Teenage Dream (Funk3d Remix)
2. Teenage Dream (Tenabes Remix)
3. Teenage Dream (Brian Cua Remix)

### Crédits
- Écriture - Katy Perry, Lukasz Gottwald, Max Martin, Benjamin Levin et Bonnie McKee
- Production - Dr. Luke et Benny Blanco
- Réalisateur clip - Woodkid
- Chant - Katy Perry
- Batteries, claviers et programmation - Dr. Luke, Benny Blanco et Max Martin
- Mixage - Serban Ghenea
- Ingénieur - Emily Wright et Sam Holland
- Ingénieur mixage - John Hanes
- Assistant - Tucker Bodine, Tatiana Gottwald et Tim Roberts

Source 

## Historique de sortie
| Pays        | Date           | Type                   |
| ----------- | -------------- | ---------------------- |
| États-Unis  | July 23, 2010  | Téléchargement digital |
| Canada      | July 23, 2010  | Téléchargement digital |
| États-Unis  | August 3, 2010 | Mainstream radio       |
| États-Unis  | 24 août 2010   | Rhythmic radio         |
| Allemagne   | August 2, 2010 | Téléchargement digital |
| Allemagne   | 27 août 2010   | CD single              |
| Royaume-Uni | 29 août 2010   | Téléchargement digital |